# 聖公會基愛小學
聖公會基愛小學（英語：S.K.H. Kei Oi Primary School），位於九龍深水埗廣利道十五號 ，是香港深水埗區的一所基督教小學。本校的下午校與聖公會聖紀文小學下午校於2005年遷往長沙灣道的新校舍，並合併為聖公會基福小學。而上午校繼續在原址上課。學校由半日制正式轉為全日制。現任校監曾慶松先生，校長是張樂霈女士。

## 歷史
1860年：「英國海外傳道會」（Church Missionary Society [簡稱C.M.S]）委派傳教士東來傳教。由於當時婦女鮮有接受教育的機會，其中一位傳教士白思德女士於香港島設立了多間以她名字為校名的學校，教授各區婦女。
1876年：為記念白女士的功績，將曾被燒毀後重建於荷李活道的一所學校命名為白思德紀念學校。這所學校即是今天聖馬太小學的前身，亦是聖公會第一間小學。
1881年至1931年：又先後共創設十三所學校，學生達數千餘人。第二次世界大戰爆發後，校務因戰爭而有所停頓。
1887年：聖公會把教育服務拓展至九龍，創辦「土瓜灣聖公會學校」於浙江街，略具雛型。聖公會聖提摩太小學之前身，也是九龍區的第一所聖公會小學。
1945年8月：戰爭結束，香港重光。隨後幾年，大陸各省人士多來港營生，人口亟增，學童人數亦隨之增長。當時，何明華會督對學童教育極表關懷，遂請施玉麒牧師領導辦理復校工作。
1956年：何明華主教為解決李鄭屋地區比較貧苦的兒童入學問題，以海外傳道會（Church Missionary Society）辦學團體名義籌建學校。
1957年：著手建校工程，同年12月15日舉行奠基禮。
1958年6月6日：由前港督柏立基爵士揭幕，同年9月8日正式開課。首任校監是龐德明法政牧師，首任校長為陳桂珍女士。
1963年：新校舍落成啟用； 同年基愛堂落成，經常堂校一家，共同開展培育學生靈育工作。
1966年：首任校長陳桂珍女士出任聖公會拔萃小學校長。 劉少梅女士接任校長（1982年9月改稱總校長）胡昌碩先生改為校主任（後改稱副校長，現已改稱為校長）。學校由每週上課6天改為長短週上課，並於長週之星期六撥出一節時間為學藝活動，藉以發展學生個人所長。
1983年：下午校胡昌碩校長退休，由鄧志成先生接任校長。
1987年9月：總校長劉少梅女士退休。 鄧志成校長接任總校長； 葉國華先生出任下午校校長。
1995年9月：下午校葉國華校長調升聖約翰小學總校長，林湘雲先生接任下午校校長。
1997年9月：下午校林湘雲校長調升日修小學總校長，李傑坤先生接任下午校校長。11月18日：假香港文化中心音樂廳舉行四十周年感恩崇拜暨文娛匯演，香港聖公會教省主教長鄺廣傑大主教、東九龍區主教徐贊生主教、西九龍教區主教蘇以葆主教蒞臨主禮。 教育署署長羅范椒芬太平紳士主持文娛匯演剪綵禮及致訓。
2001年：下午部李傑坤校長調升聖提摩太小學總校長，郭妙嫻女士接任下午校校長。本校擬定計劃書申請全日制新校舍及翻修，重舖主校舍天台及斜坡。
2002年：上午部鄧志成總校長及黃錦詔副校長榮休，分別由葉國華先生接任總校長及由梁國忠主任接任副校長職務。
2002年：聖公會小學監理委員會積極響應教育局將全港小學逐步轉為全日制辦學之計劃，為屬下半日制小學研究轉制的推行方案。在小學監理委員會帶領下，聖公會基愛小學及聖公會聖紀文小學兩校校董會決定聯合編寫辦學計劃書，向教育局申請新校舍，籌建一所大型的全日制小學，合併兩校下午校，供學生繼續學業。不負所望，二零零二年校董會成功獲教育局分配了一所位於深水埗的新校舍。為了感謝上主基督的厚恩，而學校正好座落幸福邨旁，遂將新校命名為聖公會基福小學。
2004年：按聖公會小學監理委員會的指示，「聖公會基愛學校」改名為「聖公會基愛小學」，並於2005年9月由半日制小學轉為全日制小學。
2005年9月：本校下午校與聖公會聖紀文小學下午校遷往長沙灣道的新校舍，並合併為聖公會基福小學。而上午校繼續在原址上課。學校由半日制正式轉為全日制。

2005年：葉國華總校長調任仁立小學總校長，由郭妙嫻校長接任為基愛小學總校長。
2006:踏入二十一世紀，為配合不斷變更的教育政策，維持推動教育工作的優勢，本校的會於2006年6月成立新公司，取名為「聖公宗（香港）小學監理委員會有限公司」。現時屬下小學共有50間，分布全港各區。
2010年：郭妙嫻校長調任聖公會田灣始南小學校長，由胡家霖校長接任為基愛小學總校長。
2013年：第二次退休的胡家霖校長離任，由陳嘉文校長接任校長一職。
2021年8月：基愛小學前任校長鄧志成先生於8月30日離世。
2022年9月：聖公會小學監理委員會委派本校陳嘉文校長接替退休聖公會阮鄭夢芹小學校長楊楚傑先生職位。由聖嘉祿學校校長張樂霈女士出任本校校長一職。
弘德育人，有教無類，啟發潛能

## 辦學圑體
聖公宗（香港）小學監理委員會有限公司。

## 校訓
非以役人，乃役於人

## 聖公會小學校歌
美哉我聖公會學校，林立港九，遠近蜚聲，本主基督博愛精神，樂聚群英。
格我以誠，導我以正，仁義為準，道德為繩， 良師益友切磋礪，培育心靈。
節儉習慣養成，刻苦精神充盈，德、智、體、群、美，應與日俱增。
乃役於人，仰我校訓，學子自當拳拳服膺，努力前程，修身立行，榮耀我主名。

## 著名/傑出校友
- 鄭景亮：廣州暨大港澳子弟學校總校長、香港培正中學前副校長、香港體育評述員
- 黃國健：香港立法會議員、香港工會聯合會（工聯會）副會長
- 羅啟銳：香港電影導演及編劇
- 張昌明：聖公會何澤芸小學校長
- 簡燕玲：中華基督教會協和小學校長
- 錢群英：聖公會聖馬利亞堂莫慶堯中學校長
- 徐潮妹：基督教中國佈道會聖道迦南書院前校長
- 黃偉德：港澳信義會明道小學前校長
- 蔡磊燕：香港心理衛生會臻和學校前校長
- 關怡清：天主教鳴遠中學前校長
- 林建華：福建中學前校長
- 陳寶安：香港中文大學專業進修學院前院長
- 易智遠：香港男演員
- 鄭麗莎：香港攀石運動員及電影演員
- 陳沛甄：香港女配音員
- 曾守明：香港已故男演員
- 符偉樂：前深水埗區議員（1975年小六）[1]